# چسبیدن تخم

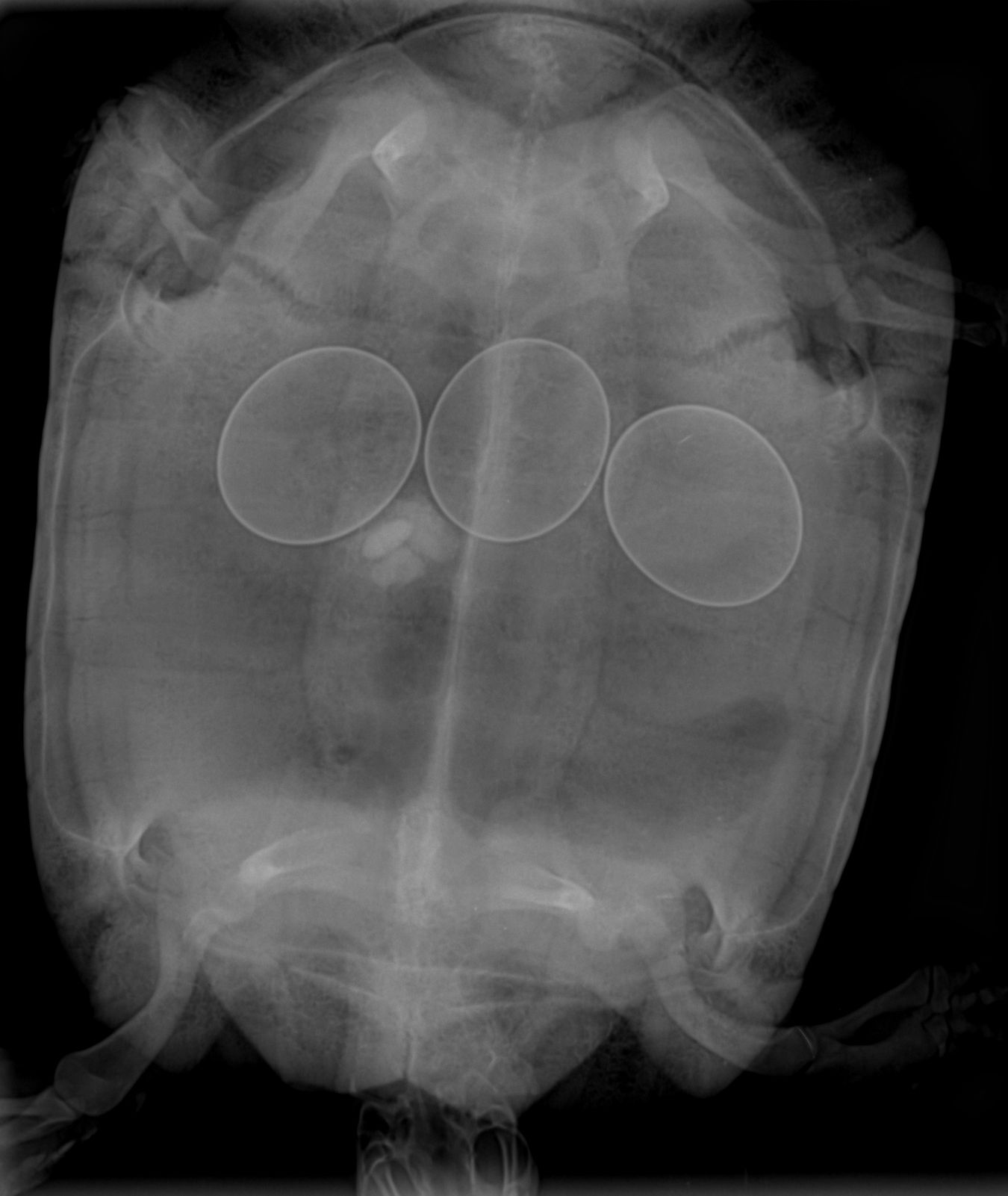
اشعه ایکس از لاک‌پشت با تخم‌های چسبیده

چسبیدن تخم یا گیر افتادن تخم (به انگلیسی: Egg binding) در جانورانی مانند خزندگان یا پرندگان، زمانی رخ می‌دهد که خروج تخم از دستگاه تناسلی بیش از حد معمول طول می‌کشد.
در پرندگان، چسبیدن تخم ممکن است به دلیل چاقی، عدم تعادل تغذیه‌ای مانند کمبود کلسیم، استرس محیطی مانند تغییر دما، یا تخم مرغ بدشکل باشد.
چسبیدن تخم در خزندگان اگر درمان نشود به سرعت کشنده است؛ بنابراین، ماده‌های باردار که بسیار بی‌حال می‌شوند و تغذیه را متوقف می‌کنند، به درمان فوری پزشکی نیاز دارند تا شرایط بالقوه تهدیدکننده زندگی درمان شود.